# FUBAR (電視劇)
《FUBAR》（英語：FUBAR，的縮寫）是一部美國動作喜劇電視影集，由尼克·桑托拉為Netflix創作，天空之舞電視和二十一點電影（Blackjack Films）聯合製作。該劇由阿諾·史瓦辛格主演，也是他首次主演影集；劇情講述一名瀕臨退休的中央情報局特務發現了一個家庭秘密，並被召回該領域從事最後一項工作。《FUBAR》2023年5月25日上線。2023年6月，該劇續訂第二季，於2025年6月12日播放。2025年8月，本劇在第二季後被取消。

## 劇情
路克和女兒愛瑪多年來一直互相欺騙，彼此都不知情對方是中央情報局特務。一旦他們都知道了真相，很快就會意識到實際上對彼此一無所知。

## 演員

### 主要
- 阿諾·史瓦辛格飾演路克·布魯納（Luke Brunner）
- 莫妮卡·巴巴羅飾演愛瑪·布魯納（Emma Brunner）
- 米蘭·卡特（Milan Carter）飾演巴利（Barry）
- 蓋布瑞·盧納飾演博羅·波洛尼亞（Boro Polonia）
- 福圖·費斯特（英语：Fortune Feimster）飾演阿露（Roo）
- 特拉維斯·范文克飾演奧登（Aldon）
- 法比亞娜·尤汀尼歐（英语：Fabiana Udenio）飾演塔莉·布魯納（Tally Brunner）
- 傑·巴魯契飾演卡特（Carter）
- 芭芭拉·伊芙·哈里斯（英语：Barbara Eve Harris）飾演多提（Dot）
- 阿帕娜·布里艾勒（英语：Aparna Brielle）飾演蒂娜（Tina）
- 安迪·巴克利（英语：Andy Buckley）飾演唐尼（Donnie）

### 常駐
- 戴文·博斯蒂克飾演奧斯卡（Oscar）
- 大衛·金奇拉（David Chinchilla）飾演凱安·可罕（Cain Khan）
- 瑞秋·林奇（Rachel Lynch）飾演蘿咪（Romi）
- 史蒂芬妮·希（Stephanie Sy）飾演桑迪（Sandy）
- 史考特·湯普森（英语：Scott Thompson (comedian)）飾演路易斯·費弗博士（Dr. Louis Pfeffer）

### 客串
- 亞當·帕利飾演大丹犬（The Great Dane）
- 湯姆·阿諾（英语：Tom Arnold (actor)）飾演諾姆·卡爾森（Norm Carlson）
- 達斯汀·米利根飾演凱爾（Kyle）

## 劇集

### 第一季（2023年）
| 總集數 | 集數 （季） | 標題             | 導演              | 編劇                             | 首播日期      |
| ------ | ----------- | ---------------- | ----------------- | -------------------------------- | ------------- |
| 1      | 1           | 帶女兒去上班     | 菲爾·亞伯拉罕     | 尼克·桑托拉                      | 2023年5月25日 |
| 2      | 2           | 打劫火車         | 荷莉·戴兒         | 史考特·蘇利文（Scott Sullivan）                | 2023年5月25日 |
| 3      | 3           | 心機「色」計     | 荷莉·戴兒         | 亞當·希格斯（Adam Higgs）                  | 2023年5月25日 |
| 4      | 4           | 「丹」務之急     | 史蒂文·A·阿德爾森 | 潘妮·考克斯（Penny Cox）                  | 2023年5月25日 |
| 5      | 5           | 「髓」時可能消失 | 史蒂文·A·阿德爾森 | 凱特·達菲（Cait Duffy）                    | 2023年5月25日 |
| 6      | 6           | 巧妙安「牌」     | 菲爾·亞伯拉罕     | 史考特·蘇利文＆王麗蓮（Lillian Wang）        | 2023年5月25日 |
| 7      | 7           | 始「尿」未及     | 史蒂芬·瑟吉克     | 亞當·希格斯＆麥可·J·古鐵雷斯（Michael J. Gutierrez） | 2023年5月25日 |
| 8      | 8           | 到此為止         | 史蒂芬·瑟吉克     | 尼克·桑托拉                      | 2023年5月25日 |

### 第二季（2025年）
| 總集數 | 集數 （季） | 標題           | 導演              | 編劇                            | 首播日期      |
| ------ | ----------- | -------------- | ----------------- | ------------------------------- | ------------- |
| 9      | 1           | 特務滿屋       | 菲爾·亞伯拉罕     | 尼克·桑托拉                     | 2025年6月12日 |
| 10     | 2           | 孽緣葛蕾塔     | 菲爾·亞伯拉罕     | 亞當·希格斯（Adam Higgs）                 | 2025年6月12日 |
| 11     | 3           | 探戈與戈       | 菲爾·亞伯拉罕     | 史考特·蘇利文（Scott Sullivan）               | 2025年6月12日 |
| 12     | 4           | 逼上太空       | 傑夫·T·湯瑪斯（Jeff T. Thomas） | 塞思·科恩（Seth Cohen）＆艾米·波查（Amy Pocha）    | 2025年6月12日 |
| 13     | 5           | 幻遊無底洞     | 傑夫·T·湯瑪斯     | 潘妮·考克斯（Penny Cox）                 | 2025年6月12日 |
| 14     | 6           | 潘妮鼠披薩浩劫 | 傑夫·T·湯瑪斯     | 凱特·達菲（Cait Duffy）                   | 2025年6月12日 |
| 15     | 7           | 絕不「壩」休   | M·J·巴瑟          | 王麗蓮（Lillian Wang）＆麥可·J·古鐵雷斯（Michael J. Gutierrez） | 2025年6月12日 |
| 16     | 8           | 再來反轉吧     | 菲爾·亞伯拉罕     | 亞當·希格斯＆史考特·蘇利文      | 2025年6月12日 |

## 製作
天空之舞電視在2020年8月首度對外宣布，正在為阿諾·史瓦辛格打造一部間諜電視影集，史瓦辛格也已簽約擔任主演。不久之後，莫妮卡·巴巴羅被選為該劇的主角，與史瓦辛格演對手戲；劇情講述一位父親和女兒都是中央情報局特務，彼此不知情。Netflix在同年11月贏得了該項目的版權，並在2021年5月之前預定了影集的八集。演出陣容在2022年4月確定，常駐和幾名重複出鏡的演員對外公開。5月，菲爾·亞伯拉罕被官方宣布為試播集的導演和執行製片人，7月的選角公告中添加了亞當·帕利。在製作過程中，該劇使用《優達普》（Utap）和《FUBAR》當做暫定名稱。
影集2022年4月在比利時安特卫普大广场附近展開拍攝。劇組也在加拿大多倫多進行了額外的拍攝。2022年9月，拍攝結束，劇名確定為《FUBAR》。
2023年6月17日，《FUBAR》獲得第二季的續訂。

## 發行
《FUBAR》2023年5月25日於Netflix全球上線。

## 外部連結
- 在Netflix上觀看《FUBAR》
- 互联网电影数据库（IMDb）上《FUBAR》的资料（英文）